# Bagryana Point
Der Bagryana Point (englisch; bulgarisch нос Багряна nos Bagrjana) ist eine niedriger, abgerundete und am Vorderende unvereiste Landspitze an der Südwestküste von Greenwich Island im Archipel der Südlichen Shetlandinseln. Sie liegt 3 km südöstlich des Kersebleptes-Nunataks, 1,27 km südwestlich des Telerig-Nunataks, 1,77 km westnordwestlich des Yovkov Point sowie 4,3 km nordöstlich des Inott Point der Livingston-Insel.
Bulgarische Wissenschaftler kartierten sie 2005, 2009 und 2017. Die bulgarische Kommission für Antarktische Geographische Namen benannte sie 2017 nach der bulgarischen Dichterin Elisaweta Bagrjana (1893–1991).